# وولسبوتل
وولسبوتل (به آلمانی: Wulsbüttel) یک منطقهٔ مسکونی در آلمان است که در هاگن یم برمیشن واقع شده‌است.
 وولسبوتل  ۱٬۸۵۴ نفر جمعیت دارد.